# Ypthima scota
Ypthima scota är en fjärilsart som beskrevs av Hans Fruhstorfer 1911. Ypthima scota ingår i släktet Ypthima och familjen praktfjärilar. Inga underarter finns listade i Catalogue of Life.